# Urophyllum griffithianum
Urophyllum griffithianum är en måreväxtart som först beskrevs av Robert Wight, och fick sitt nu gällande namn av Joseph Dalton Hooker. Urophyllum griffithianum ingår i släktet Urophyllum och familjen måreväxter. Inga underarter finns listade i Catalogue of Life.